# Praça Ary Coelho

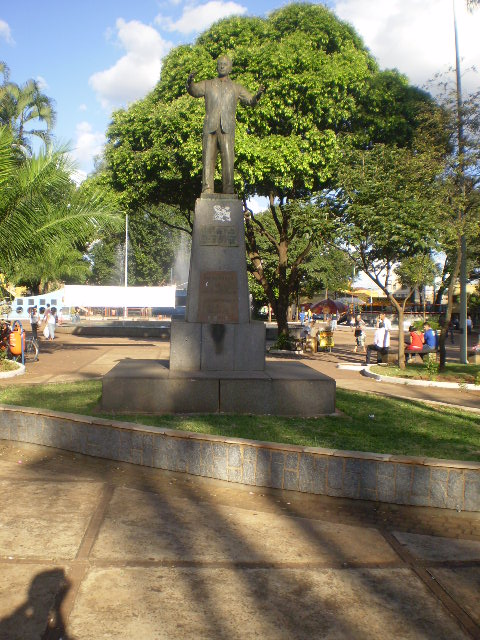
Estátua de Ari Coelho, na praça em sua homenagem.

A Praça Ary Coelho fica situada no Centro de Campo Grande. O local abrigou o primeiro cemitério de Campo Grande (na época, arraial de Santo Antônio), tornando-se praça em 1909 com o novo traçado da cidade. Em 1954 recebeu o nome de Praça Ary Coelho em homenagem ao Prefeito de Campo Grande Ary Coelho de Oliveira, assassinado em 1952, em Cuiabá-MT. A praça costuma abrigar shows musicais, além de apresentações de teatro e capoeira. É a praça mais tradicional da capital.
Diversos aspectos foram empregados à definição de praça, já que ao longo da história e suas construções sua concepção teve várias funções nessa cronologia de uso e funções. Todavia o conceito permanece o mesmo com as mudanças que o tempo expos. Sendo ainda um espaço amplo aberto com importância ao meio urbano com função de comportar pessoas para suas diversas atividades com lazer, manifestações, eventos, atividades escolares, diferente de um jardim que é um lugar que cultiva flores e planta para lazer e estudo.
Antes de a primeira praça ser construída, já havia espaços chamados de jardins q se assemelhavam muito ao que temos hoje de praça jardim, que mais tarde foram mescladas as atividades criando esse novo espaço que hoje é muito usado em meios urbano.
Meado a metade do SEC XVIII, espaços definidos como praças era normalmente encontrados ao entorno dos palácios europeu normalmente circundado de comercio ou igrejas. Só após o SEC XIX o desenho de uma praça se teve construído, criando assim vários tipos de espaços, Praça Jardim, lugar esse com função de contemplar espécies de plantas, Praça Seca, lugar esse que pode suportar grande quantidade de pessoas para encontros, Praça Azul, no qual a água tem papel em destaque e Praça Amarela, frequentemente encontrada próxima a praias.
O resgate da função e origem da praça Ary Coelho, só vai se disseminar quando se entrar nas problemáticas, na qual este trabalho de conclusão de curso vai abordar e resolver. O espaço em si vai ser limpo, sem playground, grades e outros poluente visuais, mantendo apenas a vegetação mais antiga e com espécies nativas do serrado como cara guata, guapuvuru, jacaranda mimoso, entre outras espécies, pretendendo catalogar com placas todas, mobiliário urbano integrado com flora, e uma intersecção de caminhos no centro em forma de "X" ligando o NO com o SE, NE e SO, como vias de passagem rápida. 
Dessa forma temos quatro setores, o Sul já foi o culpado pelos idosos, que por tempo de uso identificaram que é a extremidade da praça mais calma, com mais sombra e com menos fluxo de carros. Sendo Norte para os mais jovens, por consequência de ser a vitrine da praça, se assimilando aos encontros dos autos da Av. Afonso Pena, setor oeste para as namoradeiras, que precede de um lindo pôr do sol, setor leste para família ou te mesmo visitação escolares. Sendo apenas divisões temáticas com fundamento de evolução constante e não um rótulo de exclusividade.